# Acronicta increta
Acronicta increta là một loài bướm đêm trong họ Noctuidae.

## Hình ảnh

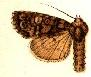
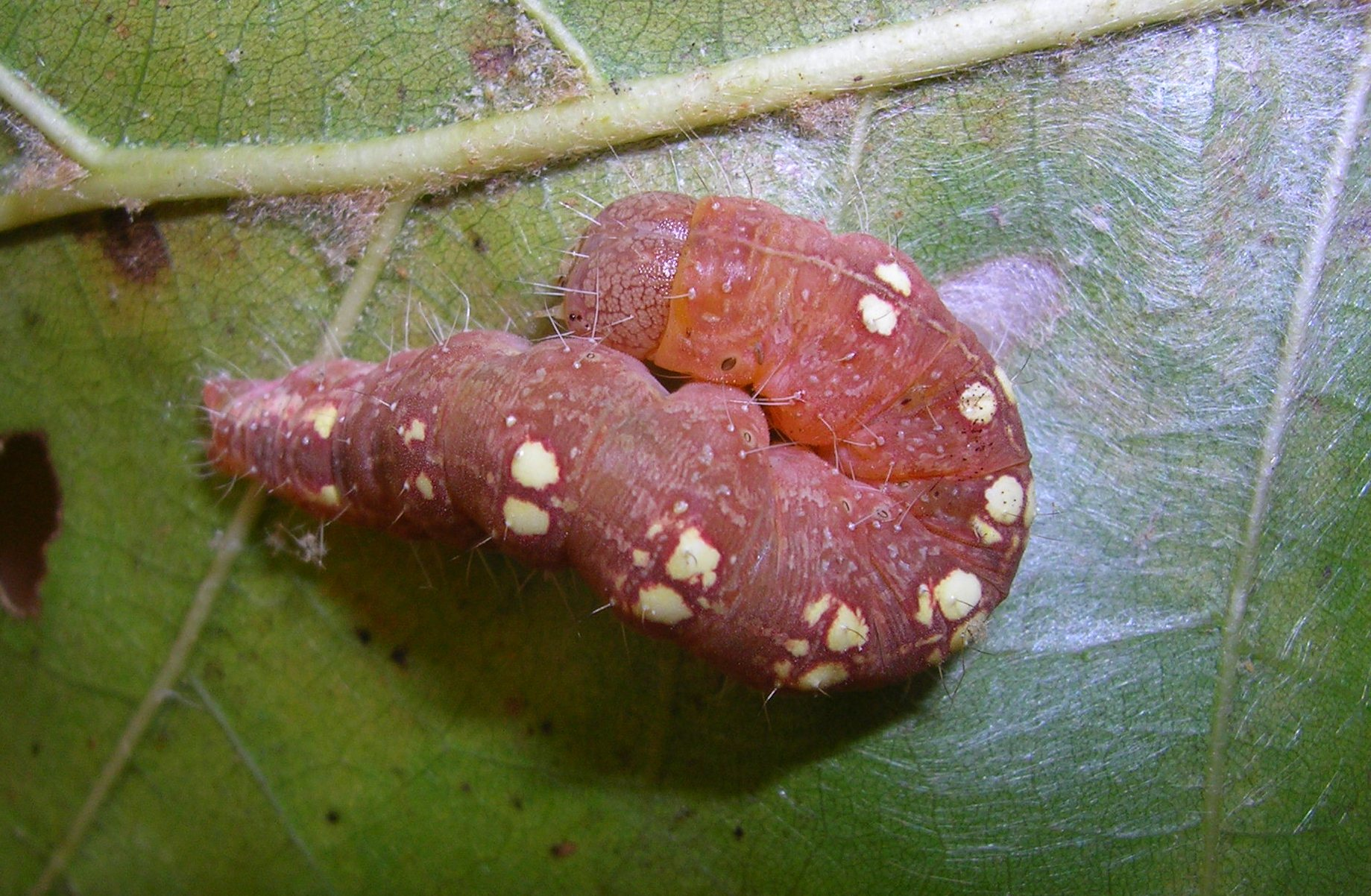